# 亞當·佩蒂
亞當·佩蒂，OBE（1994年12月28日—）是一位英國游泳運動員。在2014年英聯邦運動會上，他獲得了100米蛙泳和4×100米混合泳接力赛两枚金牌和50米蛙泳银牌。他也參加2015年世界游泳錦標賽并獲得50米蛙泳、100米蛙泳和4×100米混合泳接力赛三枚金牌。
2016年8月7日，他在2016年夏季奧林匹克運動會男子100公尺蛙式比賽中，以57.13秒赢得冠军并打破世界纪录。2017年7月25日，他在2017年世界游泳錦標賽男子50公尺蛙式比賽中，以25.95秒打破世界纪录。2019年7月21日，他在2019年世界游泳錦標賽男子100公尺蛙式比賽準決賽中，以56.88秒再打破世界紀錄。在2024年巴黎奧運男子100米蛙泳中，勇奪銀牌，連續三屆奪得金、銀牌。